# NGC 5316
NGC 5316, även känd som OCL 913, är en öppen stjärnhop i stjärnbilden Kentauren belägen ungefär 2° sydväst om Beta Centauri. Stjärnhopen upptäcktes 25 maj 1826 av James Dunlop. Hopen framträder i kikare som en ljusfläck och liknar NGC 5617. Man får en bra bild av dess vackra stjärnfält i ett litet teleskop och med ett 4-tums teleskop kan man särskilja ganska många stjärnor. Hopen är belägen ca 4 000 ljusår från jorden och ligger i Carina-Skytten-armen.

## Egenskaper
Det finns 570 troligen ingående stjärnor inom hopens vinkelradie och 262 inom den centrala delen av NGC 5316. Stjärnhopens tidvattenradie är 19 - 26 ljusår och representerar den genomsnittliga yttre gränsen på NGC 5316, bortom vilken en stjärna sannolikt inte kommer att vara gravitationellt bunden till hopens kärnan. Den ljusaste medlemmen av hopen (Lucida) är stjärna nr 31 (magnitud 9,40). Stjärna 31 har betydligt mer barium än resten av gruppen och Ba II-linjen är visuellt starkare än för resten av hopen. Turnoff-massan beräknas vara 5,0 solmassor. De hetaste stjärnorna i hopen är av spektraltyp B5–B7. NGC 5316 har metallicitet nästan samma som solarn ([Fe/H] = −0,02 ± 0,05).
Ålder hos NGC 5316 har uppskattats vara från så lågt som 51 miljoner år (genom den första fotometriska studien av klustret, 1968, av Lindoff) till så hög som 195 miljoner år (av Battinelli & Capuzzo-Dolcetta, 1991). Pedreros et al. beräknade dess ålder till att vara (1,24 ± 0,15) × 108 år från ZAMS anpassat till stjärnhopen (Pedreros, 1987) och UBVIEN CCD-fotometriska studie av Carraro et.al. beräknade dess ålder till att vara 100 ± 10 miljon år.